# Nàng công chúa ở Thung lũng gió
Nàng công chúa ở Thung lũng gió (風の谷のナウシカ) là phim anime với chủ đề phiêu lưu thời hậu tận thế do đạo diễn Miyazaki Hayao thực hiện dựa trên loạt manga cùng tên của ông trước đó. Takahata Isao lo phần thực hiện việc làm phim tại Top Craft. Đây là một trong các bộ phim hoạt hình sản xuất thủ công rất nổi tiếng của Nhật Bản. Phim đã công chiếu ngày 11 tháng 3 năm 1984 tại các rạp.
Bối cảnh phim lấy thời điểm 1000 năm sau khi nền văn minh công nghiệp của con người sụp đổ do đã tạo ra các chiến binh khổng lồ, một loại vũ khí hủy diệt đã đốt cháy cả thế giới chỉ trong bảy ngày bước đi trên mặt đất. Sau đó một thế giới khác đã thế chỗ thế giới cũ với một khu rừng độc đầy các loại côn trùng khổng lồ bắt đầu bao lấy thế giới đe dọa đến sự tồn tại của con người. Cốt truyện xoay quanh Nausicaä, công chúa trẻ của Thung lũng gió người lướt gió rất giỏi với giấc mơ về việc con người có thể cùng sống chung và tồn tại với các côn trùng trong khu rừng độc. Cô cũng là người có thể giao tiếp với các côn trùng này. Tuy nhiên những người sống sót của các quốc gia khác thì không nghĩ như vậy và muốn hủy diệt khu rừng và Thung lũng gió là nơi họ thực hiện ý định đó bằng cách đánh thức một chiến binh khổng lồ đang ngủ gần đó vì thế Nausicaä phải ngăn chặn kế hoạch đó.
Phim là một thành công về thương mại với gần hàng triệu người xem tại tại các rạp trong lần đầu ra mắt với hàng dài người xếp hàng. Được thực hiện trước khi Studio Ghibli được thành lập nhưng tác phẩm được xem là khởi đầu cho việc hình thành và là một phần của Ghibli. Phim đã giành được giải Animage Anime Grand Prix năm 1984 cùng nhiều danh hiệu khác sau đó.

## Tổng quan

### Sơ lược cốt truyện
Khi tài nguyên thiên nhiên của hành tinh bị hủy hoại, công chúa chiến binh Nausicaa tập hợp thần dân của mình chống lại đội quân hung tàn của nữ hoàng độc ác.

### Nhân vật
Nausicaä (ナウシカ)
Lồng tiếng bởi: Shimamoto Sumi
Asbel (アスベル)
Lồng tiếng bởi: Matsuda Yōji
Kushana (クシャナ)
Lồng tiếng bởi: Sakakibara Yoshiko
Yupa (ユパ)
Lồng tiếng bởi: Naya Gorō
Oh-Baba (大ババ)
Lồng tiếng bởi: Kyōda Hisako
Kurotowa (クロトワ)
Lồng tiếng bởi: Kayumi Iemasa
Jihl (ジル)
Lồng tiếng bởi: Tsujimura Mahito
Mito (ミト)
Lồng tiếng bởi: Nagai Ichirō
Goru (ゴル)
Lồng tiếng bởi: Miyauchi Kōhei
Gikkuri (ギックリ)
Lồng tiếng bởi: Yanami Jōji
Muzu (ムズ)
Niga (ニガ)
Lồng tiếng bởi: Yada Minoru
Rastel (ラステル)
Lồng tiếng bởi: Tominaga Mīna
Pejite shichō (ペジテ市長)
Lồng tiếng bởi: Mugihito
Rastel no haha(ラステルの母)
Lồng tiếng bởi: Tsuboi Akiko
Toeto (トエト)
Lồng tiếng bởi: Yoshida Rihoko
Shōnen (少年)
Lồng tiếng bởi: Sakamoto Chika, TARAKO, Ayuhara Hisako
Shōjo (少女)
Lồng tiếng bởi: Sugaya Masako, Sasuga Takako, Yoshida Rihoko
Commando (コマンド)
Lồng tiếng bởi: Mizutori Tetsuo
Torumekian-hai (トルメキア兵)
Lồng tiếng bởi: Nomura Shinji, Ōtsuka Houchu
Pejite shimin (ペジテ市民)
Lồng tiếng bởi: Shimada Bin, Nakamura Takeki
Pejite no shōjo (ペジテの少女)
Lồng tiếng bởi: Ōta Tatako
Narrator (ナレーター)

## Sản xuất
Ban đầu khi Miyazaki Hayao đưa bản thảo về bộ phim cho các nhà sản xuất anime thì nó đã bị từ chối do chưa ai biết đến tác phẩm này và nó có hấp dẫn không vì thế có thể dẫn đến một sự phiêu lưu thất bại nếu làm bộ phim này. Vì thế Miyazaki, một người thất vọng và thất nghiệp, thất bại khi cố thuyết phục tạo ra một bộ phim hoạt hình đã chuyển sang làm họa sĩ vẽ phiên bản manga của tác phẩm và đăng trên tạp chí Animage, loạt manga này nhanh chóng trở nên nổi tiếng và thu hút nhiều người xem. Dù Animage đã hứa với Miyazaki khi nhận đăng tác phẩm là sẽ không bao giờ sử dụng loạt manga này để làm phim nhưng Animage sau đó đã quyết định phá bỏ giao ước và đề nghị Miyazaki về việc thực hiện một chuyển thể anime ngắn của tác phẩm dài 15 phút. Miyazaki đã từ chối việc thực hiện chuyển thể ngắn đó và đòi thực hiện một chuyển thể dài ít nhất phải 60 phút. Kết quả là Tokuma, chủ biên tập của Animage đã quyết định sẽ hỗ trợ Miyazaki thực hiện một chuyển thể phim chiếu rạp của tác phẩm.
Tokuma đã sắp xếp việc thực hiện phim anime với hãng làm anime Top Craft, trong quá trình thực hiện bộ phim thì những người thành lập hãng Ghibli bắt đầu tập hợp lại trong thời gian này để làm bộ phim đầu tiên cùng nhau của mình vì thế phim được xem là một phần của Ghibli vì nó giúp hãng được khai sinh. Như việc Toru Hara giám đốc của Top Craft đã trở thành CEO của Ghibli và Hideaki Anno (người sau đó thực hiện Shin Seiki Evangelion) đã gia nhập vào việc làm phim lúc Miyazaki đang bị bí ý tưởng và Animage đã giúp đăng tin tuyển dụng người giúp đỡ ý tưởng.
Khi bộ phim được làm là lúc Miyazaki đang thực hiện chương manga thứ 16 nhưng cốt truyện vẫn chưa đến hồi kết vì thế ông đã quyết định lấy ra các chi tiết quan trọng của cốt truyện để làm phim, thêm một số chi tiết để cốt truyện liềm mạch và giải quyết một số bí ẩn mà truyện chưa giải đáp. Vì thế bộ phim là một bản tóm tắt quý giá đầu tiên cho ai muốn hiểu nội dung truyện dù việc bị rút ngắn này gây ra các tranh cãi và tác giả cũng nói là việc thực hiện chuyển thể giữa phim và truyện là một gánh nặng rất lớn nhất là khi phải làm cả hai cùng lúc.

### Âm nhạc
Âm nhạc trong phim được soạn bởi Fujisawa Mamoru và bài hát chủ đề có tựa Kaze no Tani no Nausicaä do Takashi Matsumoto soạn, Hosono Haruomi phối nhạc và Narumi Yasuda trình bày.
Album chứa một số bản nhạc chọn lọc trong phim đã phát hành vào ngày 25 tháng 11 năm 1983. Album chứa các bản nhạc giao hưởng phim đã phát hành vào ngày 25 tháng 2 năm 1983. Album chứa các bản nhạc trong phim có tên đã phát hành vào ngày 25 tháng 3 năm 1984. Đĩa đơn chứa bản nhạc chủ đề đã phát hành vào ngày 23 tháng 3 năm 1988. Album chứa các bản nhạc trình bày bằng công nghệ kỹ thuật số đã phát hành vào ngày 21 tháng 6 năm 1984. Album chứa tất cả các bản nhạc dùng trong phim đã phát hành vào ngày 25 tháng 11 năm 1986. Album chứa các bản nhạc trình bày theo thể loại Hi-tech đã phát hành vào ngày 25 tháng 10 năm 1989. Album chứa các bản nhạc trình bày bằng piano đã phát hành vào ngày 15 tháng 3 năm 1992.
| Kaze no Tani no Nausicaä Image Album (風の谷のナウシカ イメージアルバム) | Kaze no Tani no Nausicaä Image Album (風の谷のナウシカ イメージアルバム)          | Kaze no Tani no Nausicaä Image Album (風の谷のナウシカ イメージアルバム) |
| STT                                                                      | Nhan đề                                                                           | Thời lượng                                                               |
| ------------------------------------------------------------------------ | --------------------------------------------------------------------------------- | ------------------------------------------------------------------------ |
| 1.                                                                       | "Kaze no Densetsu (風の伝説)"                                                     | 3:09                                                                     |
| 2.                                                                       | "Haruka na Chi he... (Nausicaä no Theme) (はるかな地へ...(～ナウシカのテーマ～))" | 3:53                                                                     |
| 3.                                                                       | "Mehve (メーヴェ)"                                                                | 4:05                                                                     |
| 4.                                                                       | "Kyoshinhei ~Torumekia Gun~ Kushana Denka (巨神兵～トルメキア軍～クシャナ殿下)"   | 5:31                                                                     |
| 5.                                                                       | "Fukai (腐海)"                                                                    | 4:48                                                                     |
| 6.                                                                       | "Ohmu (王蟲)"                                                                     | 4:18                                                                     |
| 7.                                                                       | "Dorokko Gun no Gyakushuu (土鬼軍の逆襲)"                                         | 3:38                                                                     |
| 8.                                                                       | "Sentou (戦闘)"                                                                   | 3:46                                                                     |
| 9.                                                                       | "Tani he no Michi (谷への道)"                                                     | 2:41                                                                     |
| 10.                                                                      | "Tooi Hibi (Nausicaä no Theme) (遠い日々(～ナウシカのテーマ～))"                  | 4:16                                                                     |
| 11.                                                                      | "Tori no Hito (Nausicaä no Theme) (鳥の人(～ナウシカのテーマ～))"                 | 1:55                                                                     |
| Tổng thời lượng:                                                         | Tổng thời lượng:                                                                  | 42:19                                                                    |

| Kaze no Tani no Nausicaä Symphony-hen (風の谷のナウシカ シンフォニー編) | Kaze no Tani no Nausicaä Symphony-hen (風の谷のナウシカ シンフォニー編)         | Kaze no Tani no Nausicaä Symphony-hen (風の谷のナウシカ シンフォニー編) |
| STT                                                                     | Nhan đề                                                                         | Thời lượng                                                              |
| ----------------------------------------------------------------------- | ------------------------------------------------------------------------------- | ----------------------------------------------------------------------- |
| 1.                                                                      | "Kaze no Densetsu (風の伝説)"                                                   | 3:51                                                                    |
| 2.                                                                      | "Sentou (戦闘)"                                                                 | 4:46                                                                    |
| 3.                                                                      | "Haruka na Chi he... (はるかな地へ...)"                                         | 4:12                                                                    |
| 4.                                                                      | "Fukai (腐海)"                                                                  | 5:07                                                                    |
| 5.                                                                      | "Mehve (メーヴェ)"                                                              | 4:11                                                                    |
| 6.                                                                      | "Kyoshinhei ~Torumekia Gun~ Kushana Denka (巨神兵～トルメキア軍～クシャナ殿下)" | 5:53                                                                    |
| 7.                                                                      | "Kaze no Tani no Nausicaä (風の谷のナウシカ)"                                   | 4:46                                                                    |
| 8.                                                                      | "Tooi Hibi (遠い日々)"                                                          | 3:42                                                                    |
| 9.                                                                      | "Tani he no Michi (谷への道)"                                                   | 3:01                                                                    |
| Tổng thời lượng:                                                        | Tổng thời lượng:                                                                | 40:00                                                                   |

| Kaze no Tani no Nausicaä Soundtrack (風の谷のナウシカ サウンドトラック) | Kaze no Tani no Nausicaä Soundtrack (風の谷のナウシカ サウンドトラック)      | Kaze no Tani no Nausicaä Soundtrack (風の谷のナウシカ サウンドトラック) |
| STT                                                                     | Nhan đề                                                                      | Thời lượng                                                              |
| ----------------------------------------------------------------------- | ---------------------------------------------------------------------------- | ----------------------------------------------------------------------- |
| 1.                                                                      | ""Kaze no Tani no Nausicaä" ~ Opening (「風の谷のナウシカ」～ オープニング)" | 4:39                                                                    |
| 2.                                                                      | "Ohmu no Bousou (王蟲の暴走)"                                                | 2:35                                                                    |
| 3.                                                                      | "Kaze no Tani (風の谷)"                                                      | 3:14                                                                    |
| 4.                                                                      | "Mushi Mezuru Hime (虫を愛ずる姫)"                                           | 3:12                                                                    |
| 5.                                                                      | "Kushana no Shinryaku (クシャナの侵略)"                                      | 3:29                                                                    |
| 6.                                                                      | "Sentou (戦闘)"                                                              | 3:11                                                                    |
| 7.                                                                      | "Ohmu to no Kouryuu (王蟲との交流)"                                          | 1:39                                                                    |
| 8.                                                                      | "Fukai nite (腐海にて)"                                                      | 2:33                                                                    |
| 9.                                                                      | "Pejite no Zenmetsu (ペジテの全滅)"                                          | 3:51                                                                    |
| 10.                                                                     | "Mehve to Korubetto no Tatakai (メーヴェとコルベットの戦い)"                 | 1:17                                                                    |
| 11.                                                                     | "Yomigaeru Kyoshinhei (蘇る巨神兵)"                                          | 3:29                                                                    |
| 12.                                                                     | "Nausicaä・Requiem (ナウシカ・レクイエム)"                                   | 2:55                                                                    |
| 13.                                                                     | ""Tori no Hito" ~ Ending (「鳥の人」～ エンディング)"                        | 3:48                                                                    |
| Tổng thời lượng:                                                        | Tổng thời lượng:                                                             | 40:03                                                                   |

| DIGITAL TRIP SYNTHESIZER FANTASY Kaze no Tani no Nausicaä (デジタル・トリップ シンセサイザー・ファンタジー 風の谷のナウシカ) | DIGITAL TRIP SYNTHESIZER FANTASY Kaze no Tani no Nausicaä (デジタル・トリップ シンセサイザー・ファンタジー 風の谷のナウシカ) | DIGITAL TRIP SYNTHESIZER FANTASY Kaze no Tani no Nausicaä (デジタル・トリップ シンセサイザー・ファンタジー 風の谷のナウシカ) |
| STT | Nhan đề | Thời lượng |
| --- | --- | --- |
| 1. | "Kaze no Densetsu (風の伝説)"                                                                                                | 5:08 |
| 2. | "Kaze no Tani no Nausicaä (風の谷のナウシカ)"                                                                                | 5:08 |
| 3. | "Sentou (戦闘)" | 4:40 |
| 4. | "Hishou ~Shiriusu ni Mukatte~ (飛翔~シリウスに向かって~)"                                                                    | 3:17 |
| 5. | "Nausicaä no Theme (ナウシカのテーマ)"                                                                                       | 3:34 |
| 6. | "Hakai (破壊)" | 3:23 |
| 7. | "Tani he no Michi (谷への道)"                                                                                                | 5:19 |
| 8. | "Tori no Hito (鳥の人)" | 5:24 |
| Tổng thời lượng: | Tổng thời lượng: | 37:53 |

| Kaze no Tani no Nausicaä (風の谷のナウシカ) | Kaze no Tani no Nausicaä (風の谷のナウシカ)                        | Kaze no Tani no Nausicaä (風の谷のナウシカ) |
| STT                                         | Nhan đề                                                            | Thời lượng                                  |
| ------------------------------------------- | ------------------------------------------------------------------ | ------------------------------------------- |
| 1.                                          | "Kaze no Tani no Nausicaä (風の谷のナウシカ)"                      | 4:08                                        |
| 2.                                          | "Kaze no Yousei (風の妖精)"                                        | 4:22                                        |
| 3.                                          | "Kaze no Tani no Nausicaä (Karaoke) (風の谷のナウシカ (カラオケ))" | 4:08                                        |
| 4.                                          | "Kaze no Yousei (Karaoke) (風の妖精 (カラオケ))"                   | 4:20                                        |
| Tổng thời lượng:                            | Tổng thời lượng:                                                   | 16:58                                       |

| Kaze no Tani no Nausicaä Hi-tech Series | Kaze no Tani no Nausicaä Hi-tech Series                                   | Kaze no Tani no Nausicaä Hi-tech Series |
| STT                                     | Nhan đề                                                                   | Thời lượng                              |
| --------------------------------------- | ------------------------------------------------------------------------- | --------------------------------------- |
| 1.                                      | "Kaze no Tani no Nausicaä ~ Opening ~ (風の谷のナウシカ～オープニング～)" | 3:50                                    |
| 2.                                      | "Ohmu no Bousou (王蟲の暴走)"                                             | 3:33                                    |
| 3.                                      | "Mehve to Korubetto no Tatakai (メーベとコルベットの戦い)"                | 3:28                                    |
| 4.                                      | "Sentou (戦闘)"                                                           | 3:36                                    |
| 5.                                      | "Mushi Mezuru Hime (虫愛ずる姫)"                                          | 3:46                                    |
| 6.                                      | "Nausicaä・Requiem (ナウシカ・レクイエム)"                                | 4:13                                    |
| 7.                                      | "Pejite no Zenmetsu (ペジテの全滅)"                                       | 3:38                                    |
| 8.                                      | "Fukai nite (腐海にて)"                                                   | 3:44                                    |
| 9.                                      | "Yomigaeru Kyoshinhei (蘇る巨神兵)"                                       | 3:29                                    |
| 10.                                     | "Tori no Hito ~ Ending ~ (鳥の人～エンディング～)"                        | 3:35                                    |
| Tổng thời lượng:                        | Tổng thời lượng:                                                          | 37:41                                   |

| Tanoshii Beyer Heiyou Kaze no Tani no Nausicaä Piano Solo Album (楽しいバイエル併用 風の谷のナウシカ ピアノ・ソロ・アルバム) | Tanoshii Beyer Heiyou Kaze no Tani no Nausicaä Piano Solo Album (楽しいバイエル併用 風の谷のナウシカ ピアノ・ソロ・アルバム)    | Tanoshii Beyer Heiyou Kaze no Tani no Nausicaä Piano Solo Album (楽しいバイエル併用 風の谷のナウシカ ピアノ・ソロ・アルバム) |
| STT | Nhan đề | Thời lượng |
| --- | --- | --- |
| 1. | "Kaze no Tani no Nausicaä (Opening) (風の谷のナウシカ(オープニング))"                                                           | 3:16 |
| 2. | "Mushi Mezuru Hime (虫愛ずる姫)"                                                                                                | 3:22 |
| 3. | "Ohmu to no Kouryuu (王蟲との交流)"                                                                                             | 1:45 |
| 4. | "Nausicaä・Requiem (ナウシカ・レクイエム)"                                                                                      | 3:15 |
| 5. | "Kaze no Densetsu (風の伝説)"                                                                                                   | 3:07 |
| 6. | "Mehve (メーヴェ)" | 3:59 |
| 7. | "Tani he no Michi (谷への道)"                                                                                                   | 2:58 |
| 8. | "Haruka na Chi he... (Nausicaä no Theme) (はるかな地へ...(ナウシカのテーマ))"                                                   | 3:52 |
| 9. | "Tooi Hibi (Nausicaä no Theme) (遠い日々(ナウシカのテーマ))"                                                                    | 4:11 |
| 10. | "Tori no Hito (Nausicaä no Theme) (鳥の人(ナウシカのテーマ))"                                                                   | 1:43 |
| 11. | "Kaze no Tani no Nausicaä (Symbol theme song) (風の谷のナウシカ(シンボル・テーマ・ソング))"                                     | 4:14 |
| 12. | "Ohmu to no Kouryuu (Hidari Te Renshuu-you) (王蟲との交流(左手練習用))"                                                         | 1:46 |
| 13. | "Ohmu to no Kouryuu (Migi Te Renshuu-you) (王蟲との交流(右手練習用))"                                                           | 1:45 |
| 14. | "Kaze no Tani no Nausicaä (Symbol theme song) (Hidari Te Renshuu-you) (風の谷のナウシカ(シンボル・テーマ・ソング)(左手練習用))" | 4:13 |
| 15. | "Kaze no Tani no Nausicaä (Symbol theme song) (Migi Te Renshuu-you) (風の谷のナウシカ(シンボル・テーマ・ソング)(右手練習用))"   | 4:11 |
| Tổng thời lượng: | Tổng thời lượng: | 49:39 |

### Drama CD
Tokuma đã thực hiện phiên bản drama CD của phim và phát hành vào ngày 25 tháng 4 năm 1984. Trên thực tế thì phiên bản này giống như phiên bản chỉ có âm thanh của phim.

## Phát hành
Toei Company lo việc phân phối tác phẩm và phim đã công chiếu ngày 11 tháng 3 năm 1984 tại các rạp ở Nhật Bản.
Ban đầu khi New World Pictures đăng ký bản quyền phiên bản tiếng Anh của bộ phim để phân phối tại thị trường Bắc Mỹ thì phim bị cắt xén vì thế làm mất đi chiều sâu và thay đổi cốt truyện cùng các ẩn ý trong lời thoại của các nhân vật cũng như việc lồng tiếng lồng tiếng chỉ là cho có lệ. Vì thế Miyazaki đã gọi đó là sự sỉ nhục và nói những người hâm mộ nên quên đi sự tồn tại của phiên bản này. Khi nghe nói nhà phân phối cũng tính làm thế với Mononoke-hime thì hãng Ghibli đã gửi nguyên một cây katana đến với dòng chữ "Không cắt" và từ chối cho phép phát hành bất kỳ tác phẩm nào của hãng tại phương Tây nếu việc đó tiếp tục. Buena Vista Home Entertainment sau đó đã mua lại bản quyền và là hãng đang nắm bản quyền phân phối phiên bản tiếng Anh tại Bắc Mỹ hiện tại đã phát hành lại phiên bản nguyên bản không chỉnh sửa, Madman Entertainment thì đăng ký phân phối tại Úc, Optimum Releasing đăng ký tại Anh, Aurum Producciones S.A. đăng ký tại Tây Ban Nha, Universum-Films đăng ký tại Đức, Camera Film đăng ký tại Đan Mạch, Monolith Films đăng ký tại Ba Lan, Deltamac đăng ký tại Đài Loan và Intercontinental Video Limited đăng ký tại Hồng Kông.

## Đón nhận
Phim là một thành công về thương mại với gần hàng triệu người xem tại tại các rạp trong lần đầu ra mắt với hàng dài người xếp hàng và trong lần đầu ra mắt phim đã thu về 710 triệu yên. Phim cũng nhận được nhiều đánh giá tích cực và luôn xếp trong hàng ngũ các anime hay nhất Nhật Bản. Sự thành công của phim được xem là nền tảng để hình thành Studio Ghibli và một số hãng anime khác.
Sakaguchi Hironobu đạo diễn của loạt trò chơi Final Fantasy đã nói rằng tác phẩm đã ảnh hưởng đến các tác phẩm của mình như sinh vật Chocobos được lấy cảm hứng từ sinh vật mà các nhân vật trong phim dùng để cưỡi.
Phim cũng nhận được các danh hiệu khác nhau như giải Animage Anime Grand Prix năm 1984, giải Phim ngắn hay nhất tại Fantafestival năm 1985, giải Người xem bình chọn tại Lễ trao giải Kinema Junpo năm 1985, giải Ofuji Noburo tại Mainichi Film Concours năm 1985...